# Lib.ru
Lib.ru, известна още като Библиотеката на Максим Мошков (на руски: Библиотека Максима Мошкова) е най-голямата и най-старата електронна библиотека в руския Интернет (Рунет).

## История
Lib.ru е създадена през ноември 1994 г., основана и поддържана от Максим Мошков. За попълването ѝ допринасят хора ползващи Интернет, които изпращат дигитализирани от тях текстове. Този метод на попълване осигурява ефикасно нарастване на библиотеката, но понякога се отразява негативно на качеството на текста (грешки, пропуски).
Lib.ru е печелила няколко награди Рунет – награди за най-добър сайт в руското интернет пространство, учредени от Федералната агенция по печата и масовите комуникации на Руската Федерация. През 2003 г. електронната библиотека печели Национална награда за Интернет.
Проектът на Максим Мошков понякога е определян като руския Проект Гутенберг.

## Структура
Основният раздел съдържа дигитализирани произведения, изпратени от участници в проекта на доброволни начала. Има и раздел за публикуване на собствени литературни творби „Журнал „Самиздат““, аналогичен проект за публикуване на музикални произведения „Музыкальный хостинг“, проект за бележки и впечатления от задгранични пътувания „Заграница“ и някои други специализирани проекти.

## ДелотоКМ ОнлайнсрещуLib.ru
На 1 април 2004 компанията КМ Онлайн, сформираща собствената си библиотека чрез копиране на текстове от други електронни библиотеки, подава съдебен иск срещу Библиотеката на Максим Мошков от името на Едуард Геворкян, Марина Алексеева, Василий Головачов и Елена Катасонова. Впоследствие се изяснява, че претенции към Мошков има само Геворкян.
Делото става прецедент в руската съдебна практика като пример за оказване на съдебен натиск върху електронна библиотека за нарушаване на авторски права.
На 30 март 2005 московският градски съд в Останкино взима решение Мошков да изплати на Геворкян 3000 рубли като компенсация за нанесени морални щети. Не се споменава компенсация за нарушение на авторски права .

## Проекти на Максим Мошков
- Lib.ru
- Lib.ru/Журнал „Самиздат“
- Lib.ru/Музикален хостинг
- Lib.ru/Зад граница
- Lib.ru/Активен туризъм[неработеща препратка]
- Lib.ru/Руска класика
- Съвременна литература
- Lib.ru/Съвременна фантастика
- Lib.ru/Детективска литература